# Afranthidium alternans
Afranthidium alternans är en biart som först beskrevs av Johann Christoph Friedrich Klug 1832.  Afranthidium alternans ingår i släktet Afranthidium och familjen buksamlarbin. Inga underarter finns listade i Catalogue of Life.